# Бондарев, Дмитрий Иванович
Дмитрий Иванович Бондарев (1921—1968) — младший лейтенант Советской Армии, участник Великой Отечественной войны, Герой Советского Союза (1943).

## Биография
Дмитрий Бондарев родился 15 мая 1921 года в селе Старотолучеево (ныне — Богучарский район Воронежской области) в крестьянской семье. Получил неполное среднее образование, проживал в Ворошиловградской области Украинской ССР, работал на шахте. В 1941 году был призван на службу в Рабоче-крестьянскую Красную Армию. С того же года — на фронтах Великой Отечественной войны. К сентябрю 1943 года красноармеец Дмитрий Бондарев был разведчиком взвода пешей разведки 955-го стрелкового полка 309-й стрелковой дивизии 40-й армии Воронежского фронта. Отличился во время битвы за Днепр.
В ночь с 21 на 22 сентября Бондарев вместе с группой бойцов одним из первых форсировал Днепр к югу от Киева. В бою за захват траншеи лично уничтожил несколько немецких солдат. Во время отражения контратаки проявил себя, уничтожил расчёт ручного пулемёта.
Указом Президиума Верховного Совета СССР от 23 октября 1943 года за «образцовое выполнение боевых заданий командования на фронте борьбы с немецко-фашистскими захватчиками и проявленные при этом мужество и героизм» красноармеец Дмитрий Бондарев был удостоен высокого звания Героя Советского Союза с вручением ордена Ленина и медали «Золотая Звезда» за номером 2575.
В 1944 году вступил в ВКП(б). Участвовал в Параде Победы 24 июня 1945 года на Красной площади в Москве, нёс знамя 309-й стрелковой дивизии. В 1946 году Бондарев окончил военно-политическое училище, в 1947 году в звании младшего лейтенанта был уволен в запас. Проживал и работал в Богучаре. Умер 31 августа 1968 года, похоронен на городском кладбище Богучара.
Был также награждён орденами Отечественной войны 2-й степени и Красной Звезды, а также рядом медалей. Имя Бондарева есть на Аллее Героев в городском сквере Богучара. 9 мая 1994 года на могиле Бондарева установлен его бюст. В честь Бондарева названа улица в Богучаре.